# Fürstlich Wied’sche Regierung
Die Fürstlich Wied’sche Regierung war 1827 bis 1848 die Regierung des Mediatsgebietes des Fürsten zu Wied.

## Vorgeschichte
Die Fürstentümer Wied-Neuwied und Wied-Runkel waren mit der Rheinbundakte 1806 aufgelöst worden und gingen im Herzogtum Nassau auf. In einem Staatsvertrag vereinbarten Nassau und Preußen 1816 einen Gebietstausch. Das Fürstentum Wied-Neuwied wurde vollständig, das Fürstentum Wied-Runkel zum Teil preußisch. Dort wurden die Gebiete im Standesherrlicher Kreis Neuwied zusammengefasst.
Trotz der Mediatisierung 1803 behielten die Fürsten zu Wied standesherrliche Rechte in den ehemaligen Fürstentümern (die 1824 nach dem Aussterben von Wied-Runkel wiedervereinigt waren). Diese wurden mit der königlich preußischen Verordnung vom 30. Mai 1820 geregelt. Hierzu gehörte vor allem die Rechtsprechung in erster und soweit hergebracht auch in zweiter Instanz, die niedere Polizei und die Aufsicht über Kirchen, Schulen und Stiftungen. Hierzu durften die Standesherren Beamte ernennen. Diese Ernennung bedurfte jedoch der Bestätigung durch den König. Hierzu wurde regelmäßig das Bestehen der preußischen Staatsprüfung verlangt.
Der Fürst zu Wied-Neuwied ernannte den Kreissekretär Hans Karl Heuberger zum Regierungs- und Polizeirat. Nach Bestätigung durch den König trat er am 25. April 1822 sein Amt an. Er zog sich aber den Unmut des Fürsten zu, da er in einigen Konflikten das Interesse des Staates und der Gemeinden denen des Fürsten vorgezogen habe. Heuberger wurde daher zum Landrat des Kreises Adenau ernannt und zum 25. August 1825 wurde der bisherige Kreissekretär Jacob Duill als dessen Nachfolger im Amt eingeführt.
Wied-Runkel präsentierte im Februar 1821 den früheren Hauptmann Michael Josef Pasch als standesherrlichen Regierungs- und Polizeirat. Auch hier erfolgte die königliche Genehmigung. Da Pasch jedoch durch das Staatsexamen fiel, wurde er erst am 1. Februar 1823 und vorbehaltlich eines erfolgreichen zweiten Versuchs probeweise in sein Amt eingeführt.
Mit der Verordnung vom 31. Mai 1825 schuf der preußische König die Möglichkeit, eine kollegial organisierte Regierung in den Standesherrschaften zu schaffen. Dies betraf in der Rheinprovinz die Fürstlich Solms-Braunfels’sche Regierung und die Fürstlich Wied’sche Regierung. Im Juni 1825 stellte der Fürst zu Wied einen entsprechenden Antrag. Nach einigen Verhandlungen wurde am 29. Mai 1826 eine Vereinbarung über die Einrichtung der Fürstlich Wied’schen Regierung getroffen und am 13. November 1826 durch den König genehmigt.

## Die Regierung
Die Regierung bestand aus einem Direktor, zwei Justizräten, zwei Regierungsräten, einem Kirchen- und einem Schulrat, einem Forstrat, einem Medizinalrat und einem Assessor. Sie waren dem König und dem Fürsten verpflichtet. Die fürstlichen Rentkammen und Domänenverwaltung blieben von der Regierung getrennt und unterstanden ausschließlich dem Fürsten.
Sie war in drei Abteilungen gegliedert: Die der Justizsachen, die der Polizei- und Kommunalsachen und die der Kirchen- und Schulangelegenheiten. Die Justizabteilung war als Fürstlich Wiedsches Obergericht Gericht zweiter Instanz für Revisionen gegen Entscheidungen der fünf Justizämter (Justizamt Altenwied, Justizamt Dierdorf, Justizamt Heddesdorf, Justizamt Neuerburg und Justizamt Neuwied). Appellationen gegen die Entscheidungen der Regierung gingen an den Justizsenat Ehrenbreitstein (siehe auch Gerichte in der Rheinprovinz).
Die Gesetze und Verordnungen wurden im „Fürstlich Wiedschen Regierungs- und Inteligenzblatt“ veröffentlicht. 
Damit war eine echte Unterherrschaft im Königreich Preußen geschaffen worden.
Das Modell war jedoch nicht erfolgreich. In der Bevölkerung war die Regierung unbeliebt. Insbesondere bestand das Misstrauen, dass die fürstliche Regierung und die fürstliche Domänenverwaltung zu eng und zum Nutzen des Fürsten zusammenarbeitete. Auch der Fürst selbst war unzufrieden, da die Einnahmen der Verwaltung hinter deren Kosten zurückblieben. Im Januar 1846 bat der Fürst daher den König um eine Auflösung der Regierung und Überführung deren hoheitlicher Aufgaben in die staatlichen Organe. Mit Kabinettsordre vom 30. Januar 1846 stimmte der König dem zu und beauftragte den Oberpräsidenten der Rheinprovinz mit Verhandlungen. Hauptpunkt war, dass der Fürst auf seine Rechte nur für seine Lebenszeit und nicht für seine Nachfahren verzichten wollte.
Mit der Märzrevolution beschleunigten sich die Verhandlungen. Im Mai bat der Fürst, die Geschäfte sofort an den Landrat und die königliche Regierung abgeben zu dürfen. Am 26. Oktober 1848 kam ein Vertrag zustande, in dem der Fürst seine Rechte bedingungslos an den Staat abtrat. Zum 30. Oktober 1848 wurde die fürstliche Regierung aufgelöst. Seine Verwaltungsaufgaben übernahm der Landkreis und die königliche Regierung. Seine Aufgaben in der Rechtsprechung übernahm der Justizsenat Ehrenbreitstein.

## Mitglieder der Regierung
- Regierungsdirektor: Johann Christoph Becker (ab November 1836: Karl Pasch)
- Justizräte: Karl Pasch, Justizrat Bausch und Assessor Linz
- Regierungsräte: Michael Josef Pasch und Jacob Duill
- Oberforstmeister: von Egloffstein
- Medizinalrat: Jung
- Kirchenrat: Mess